# Diapositiva

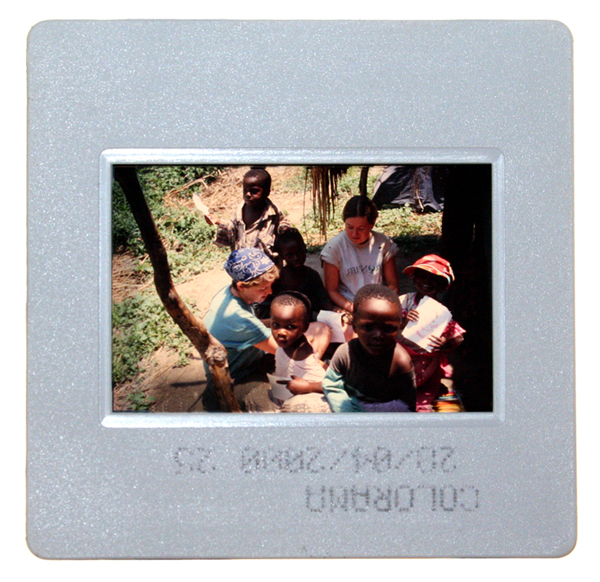
Una diapositiva en colores dentro de un marco plástico.

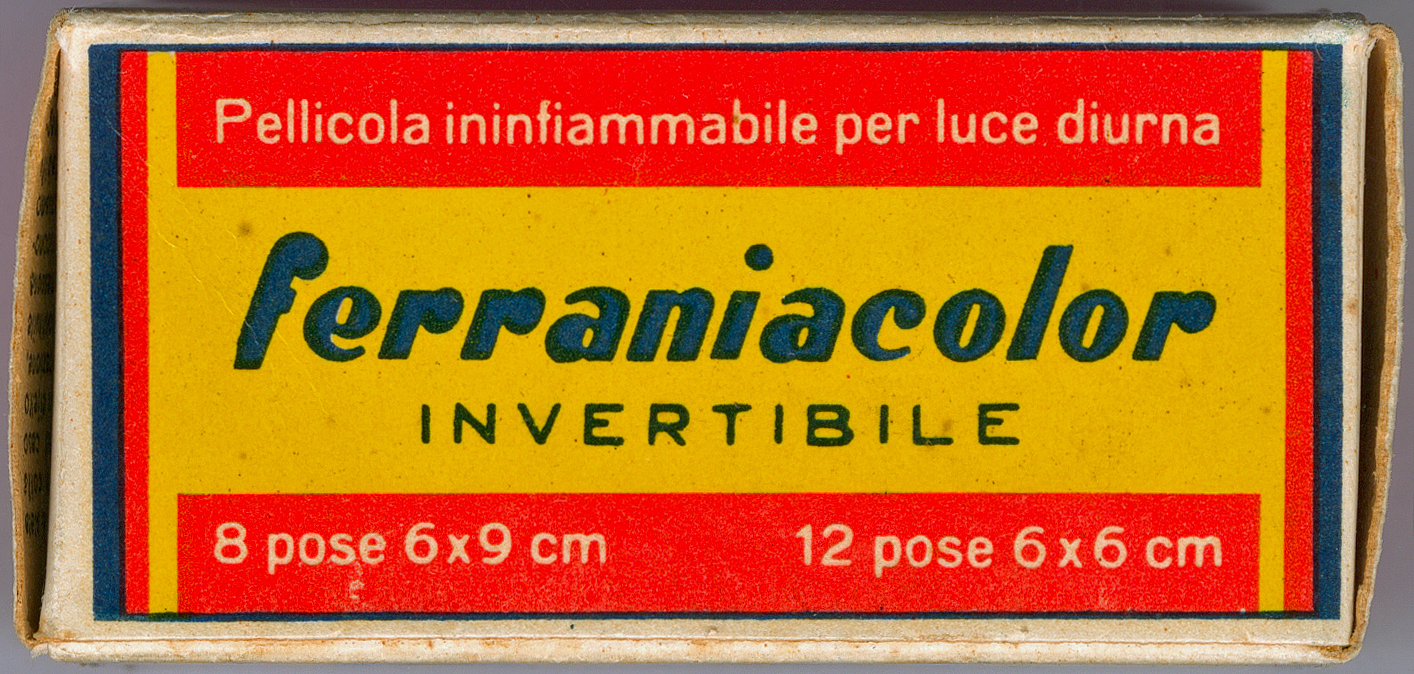
Película para diapositivas Ferraniacolor, 1957

La diapositiva, transparencia o filmina es una fotografía positiva de colores reales creada en un soporte transparente por medios fotoquímicos.
A las diapositivas se las llama también filminas porque se obtienen de recortar los cuadros de una filmina y colocarlos en sendos marcos cuadrados (en el caso de película de 35 mm, los marcos son de 5 cm de lado).

## Historia
El proceso más antiguo de la fotografía en color fue el autocromo. Este era un método de síntesis aditiva que producía diapositivas en colores, pero con baja definición y una resolución cromática limitada. Por el contrario, el proceso de síntesis sustractiva Kodachrome brindaba transparencias de colores brillantes. La película constaba de tres emulsiones, cada una de ellas sensible a una zona del espectro cromático. Y después del proceso aparecían los colorantes amarillo, magenta y cían. Introducido en 1935, fue ofrecido en un formato de 16 milímetros para películas cinematográficas, 35 mm para diapositivas y 8 mm para películas caseras. Aunque se utilizó originalmente para reportajes, ganó popularidad gradualmente. A comienzos de los años 1940, algunos aficionados usaban Kodachrome para tomar fotografías familiares, otros utilizaban adaptadores de rollos de película con cámaras de 4x5 pulgadas. En esta época, las películas en color tenían muchos defectos, eran costosas y las impresiones no duraban mucho tiempo.
Emulsiones más eficaces como Ektachrome y Fujichrome fueron sustituyendo a las de Kodachrome. Los aficionados las utilizaron hasta los años 1970, en que la impresión de copias en colores comenzó a desplazarla.
En los últimos años del siglo XX, las transparencias en color fueron extensamente utilizadas en la fotografía publicitaria, documental, deportiva, de stock y de naturaleza. Los medios digitales han reemplazado gradualmente las transparencias en muchas de estas aplicaciones y su uso es, en la actualidad, infrecuente.

## Características
Por lo general, las diapositivas son preferidas por profesionales y muchos aficionados al momento de trabajar con la fotografía tradicional. Esto se debe, en parte, a su nitidez y a su reproducción cromática. La duración de las transparencias es mayor a las impresiones en color, de hecho, el proceso Kodachrome es reconocido por sus cualidades archivísticas y por brindar colores que no se atenúan con el tiempo.
El proceso K-14 de Kodachrome es extremadamente difícil de llevar a cabo, ya que una mínima desviación de las especificaciones puede afectar la calidad del producto final. Es un método naturalmente imperfecto. Pequeñas cantidades de contaminación en las capas de color producen un efecto específico e irreproducible.
Las películas para diapositivas Ektachrome y Fujichrome son fácilmente procesadas en diversas ciudades y en estudios fotográficos profesionales, existiendo kits de revelado casero. Además, ambas siguen el proceso E-6 estándar.
Las diapositivas perdonan menos los errores de exposición que el negativo. Con este tipo de película, el valor general puede ser detectado luego de procesarlo, controlando la exposición de la imagen en positivo para compensarla.
El tipo más común de diapositivas para aficionados o reportaje  es sobre película de 35 mm estándar ubicada a posteriori dentro de un marco de plástico o cartón; el tamaño estándar del marco para la película de 35 mm es de 50x50 mm. Los proyectores más antiguos usaban un mecanismo de deslizamiento que manualmente sacaba la transparencia de un costado de la máquina, donde pudiera ser reemplazada por la siguiente. Los proyectores modernos suelen utilizar un carrito longitudinal o un disco, denominado «carrusel», que sostiene un gran número de diapositivas que son empujadas automáticamente fuera de él para situarlas frente a la lámpara incandescente.
La película para transparencias, desde los rollos de 35 mm hasta los formatos grandes de 20x25 cm, son producidos por Kodak y Fujifilm. Por el contrario, Agfa, Konica y 3M entre otros dejaron de fabricar sus diferentes modelos de películas. Esencialmente, las películas para diapositivas aún a la venta se revelan mediante el proceso E-6, habiendo quedado en desuso el K-14 —exclusivo Kodachrome—.
La compañía Polaroid produjo una película para diapositivas instantáneas, llamada Polachrome. Fue envasada en carretes, al igual que las películas de 35 milímetros. Para procesarla, una unidad separada era utilizada luego de la exposición.

## Blanco y negro
Las transparencias en blanco y negro pueden ser procesadas directamente sobre cualquier tipo de película en blanco y negro usando un proceso inverso. Este proceso, más largo y complejo que el equivalente en color —son siete pasos de proceso en vez de los tres o cuatro (según el fabricante de los químicos) que implica el negativo—, puede ser preparado y realizado en casa por uno mismo utilizando los mismos materiales que se usan para el procesado de negativos, más un baño de blanqueo.
El procesado inverso, denominado en inglés Reversal Processing, se compone básicamente de siete pasos: primer revelado, blanqueado —bleaching, en inglés—, limpieza del blanqueado, segunda exposición de la película, segundo revelado, fijado y estabilizado; entre cada uno de los pasos es aconsejable aclarar bien la película con agua, siendo este aclarado fundamental entre el primer revelado y el blanqueado. Los reveladores utilizados son reveladores para blanco y negro, pudiendo ser bien reveladores de película o bien reveladores de papel —cada revelador confiere un carácter diferente al resultado, cada revelador necesita (lógicamente) unos tiempos de revelado diferentes y, muy probablemente, cada revelador necesita un tiempo diferente de exposición de la película a la luz.
La proyección de diapositivas en blanco y negro es raramente realizada en la actualidad, excepto en el cine.

## En color[2]
La película diapositiva en color (película positiva color) se visualiza emitiendo luz a través de ella. Las películas actuales se llaman tri-packs integrales: las capas de separación están en una única película. Históricamente, hay pocas variaciones en los tipos de película en color: el Autochrome proporcionaba resultados de gran belleza pero su uso no era sencillo, mientras que la película diapositiva instantánea Polachrome, que funcionaba con el mismo principio, no tuvo demasiado éxito.

### La diapositiva
Durante gran parte de la historia de la fotografía en color, la película diapositiva gozó del apoyo de los profesionales porque la visualización del resultado final era tan fácil como sujetar la diapositiva junto a una luz. Los colores eran claros y brillantes, las sombras eran profundas, y el contraste muy real. La diapositiva sirvió como punto de referencia para cualquier copia o publicación posterior. 
Sin embargo, existen desventajas en el uso de la película diapositiva. La diferencia entre una exposición que ofrezca resultados pobres y otra excelentes - la latitud de exposición - es relativamente pequeña. No solo el control de la exposición debe ser preciso, sino que, además, los fotógrafos tienen que encontrar escenas iluminadas, o iluminarlas, de tal manera que se adapten a la película. Una gama de luminancia demasiado amplia implicaría que o las sombras quedaran demasiado oscuras o las altas luces demasiado claras. Por tanto, las películas diapositivas "entrenaron" a los fotógrafos a trabajar con gamas de luminancia reducidas o los forzaron a hacer un uso deliberado de las sombras oscuras, creando así estilos fotográficos.

### Equilibrio de color
La mayoría de las películas diapositivas están calibradas para la luz del día, a unos 5 600 K, lo que sería un mediodía nublado común en latitudes medias. Otras películas están calibradas para la luz de tungsteno a unos 3 400 K. La película positiva es muy sensible a los cambios de color de la luz. Por eso, para trabajar con luz doméstica, es preferible escoger una película calibrada para luz de tungsteno, ya que es más fácil reajustar los tonos en la copia o escaneado.

### Películas rápidas
Las películas diapositivas rápidas son aquellas con un ISO 200 o mayor. Son de gran utilidad con poca luz, tiempos de obturación cortos o aberturas pequeñas. Al aumentar la sensibilidad, la diapositiva tiende a aumentar en grano, velo y contraste, lo que reduce la saturación y pureza de los colores y su nitidez.

### Películas lentas y de sensibilidad media
En la práctica, el ISO 100 ofrece un buen equilibrio entre las ventajas del grano fino y los inconvenientes de la rapidez. Las películas medias y lentas - ISO 100 o menos - proporcionan un grano fino, un buen contraste, una saturación de color excelente, y  buena resolución de tonos, además de una buena nitidez. No obstante, teniendo en cuenta que la resolución de una película en color tiene aproximadamente un tercio de la resolución de las películas en blanco y negro, se puede decir que ninguna de ellas ofrece una auténtica nitidez.